# Pracownia Testów Psychologicznych Polskiego Towarzystwa Psychologicznego
Pracownia Testów Psychologicznych Polskiego Towarzystwa Psychologicznego Sp. z o.o. – największy wydawca testów psychologicznych w Polsce, działający z ramienia Polskiego Towarzystwa Psychologicznego. Pracownia Testów Psychologicznych publikuje narzędzia polskich i zagranicznych autorów, a także książki dotyczące diagnozy i innych praktycznych zastosowań psychologii w obszarach edukacji, zdrowia oraz pracy i organizacji.

## Historia
W latach siedemdziesiątych ubiegłego wieku Polskie Towarzystwo Psychologiczne i Wydział Psychologii Uniwersytetu Warszawskiego podjęły wspólną inicjatywę stworzenia placówki opracowującej i rozpowszechniającej testy psychologiczne. Inicjatywa ta znalazła opiekunów w osobach prof. Marii Żebrowskiej – Przewodniczącej Polskiego Towarzystwa Psychologicznego oraz prof. Tadeusza Tomaszewskiego – Dyrektora Instytutu Psychologii UW.
Powstanie placówki stało się możliwe dzięki umowie podpisanej w roku 1975 przez Polskie Towarzystwo Psychologiczne i Wydział Psychologii UW, a przede wszystkim dzięki donacji, na którą składały się m.in. pokaźne zbiory biblioteczne. Donatorem był prof. Bohdan Zawadzki – psycholog działający przez wiele lat w Stanach Zjednoczonych. W ten sposób powstało Laboratorium Technik Diagnostycznych im. Bohdana Zawadzkiego. Celem tej placówki było prowadzenie działalności naukowej, szkoleniowej i wydawniczej, z której mieli korzystać zarówno studenci psychologii jak pracownicy poradni psychologiczno-pedagogicznych. Kierownikami Laboratorium zostali kolejno mgr Włodzimierz Grodzicki i mgr Ewa Oleszkiewicz. Od roku 1981 Laboratorium było kierowane przez dr Teresę Szustrową, a w skład zespołu tej placówki wchodziły: dr Anna Ciechanowicz, mgr Joanna Filipczuk, dr Aleksandra Jaworowska. Przy Laboratorium działała Komisja Ekspertów, do której należeli profesorowie: Maria Manturzewska, Janusz Kostrzewski, Jerzy Brzeziński, Jacek Paluchowski, Elżbieta Hornowska. Laboratorium skupiło się przede wszystkim na realizacji zadania najważniejszego dla środowiska polskich psychologów, a mianowicie rozpoczęło prace nad adaptacją i normalizacją testów uznanych przez Komisję Ekspertów za wchodzące w skład kanonu narzędzi diagnostycznych. W okresie od 1981 roku do 1990, mimo trudności wynikających z nieuregulowanych jeszcze wówczas warunków politycznych i gospodarczych,  psychologowie-praktycy zaczęli mieć dostęp do licencjonowanych, znormalizowanych, poprawnie przygotowanych pod względem edytorskim testów autorów polskich i zagranicznych oraz do literatury z zakresu psychometrii. Wśród pierwszych wydanych na polskim rynku narzędzi znalazły się: Testy Matryc Ravena, Kwestionariusz osobowości Eysencka EPQ-R, Inwentarz Stanu i Cechy Lęku, Skala Inteligencji Wechslera dla Dzieci WISC-R i Skala Dojrzałości Umysłowej Columbia.
W roku 1990 umowa, na podstawie której działało Laboratorium, została rozwiązana. Powstały wówczas dwie niezależne placówki: Pracownia Testów Psychologicznych – samodzielna pod względem finansowym i merytorycznym, wydzielona jednostka Polskiego Towarzystwa Psychologicznego, która stała się największym wydawcą testów w Polsce, oraz Laboratorium Technik Diagnostycznych Wydziału Psychologii UW, którego zadaniem miało być przede wszystkim wspomaganie dydaktyki uniwersyteckiej.
W latach 1990–2006 Pracownia Testów Psychologicznych Polskiego Towarzystwa Psychologicznego kierowana była kolejno przez dr Teresę Szustrową i dr Annę Ciechanowicz. Merytoryczny zespół Pracowni Testów Psychologicznych Polskiego Towarzystwa Psychologicznego stopniowo powiększał się. W 2006 roku w jego skład wchodziły: dr Aleksandra Jaworowska (w Pracowni – od początku jej istnienia), prof. Anna Matczak (w Pracowni od 1996 roku), mgr Joanna Stańczak (w Pracowni – od 1990 roku), mgr Diana Fecenec (w Pracowni – od 1995 roku) i mgr Ewa Zalewska (w Pracowni – od 2004 roku). Zorganizowana została kierowana przez mgr Joannę Filipczuk księgarnia prowadząca sprzedaż testów i książek psychologicznych.
Pracownia dokonała w tym czasie adaptacji i normalizacji wielu testów autorów polskich i zagranicznych. Wydała testy, które w latach poprzedzających działalność Pracowni były oczekiwane przez praktyków; w ofercie Pracowni znalazły się Skale Inteligencji Wechslera (WAIS-R, WISC-R), wszystkie Testy Matryc Ravena, testy zdolności ogólnych dla dzieci, młodzieży i dorosłych, kwestionariusze do badania osobowości i temperamentu, narzędzia przygotowane z myślą o poradnictwie zawodowym i selekcji pracowników. Opublikowane zostały programy reedukacyjne dla dzieci mających trudności w nauce czytania i pisania, a także programy do diagnozy i terapii zaburzeń spowodowanych uszkodzeniami centralnego układu nerwowego. Pracownia publikowała też książki dotyczące technik diagnozy, a także różnych problemów i kierunków terapii psychologicznej. Obok działalności badawczej i wydawniczej Pracownia prowadziła też cenione przez praktyków szkolenia dotyczące stosowania i interpretacji wybranych testów. Księgarnia zorganizowana i prowadzona przez Pracownię stała się bardzo ważnym i cennym elementem w życiu środowiska. Odbiorcami narzędzi diagnozy psychologicznej przygotowywanych przez Pracownię były poradnie psychologiczno-pedagogiczne, uniwersytety, placówki służby zdrowia, wojsko, policja, banki, urzędy państwowe, organizacje pozarządowe oraz rosnąca z każdym rokiem grupa psychologów pracujących samodzielnie i rozwijających własne, prywatne miejsca pracy. Pracownia osiągała z prowadzonej działalności dochody pozwalające na finansowanie kolejnych programów badawczych. Wspomagała także działalność statutową Polskiego Towarzystwa Psychologicznego, na którą corocznie przeznaczane było 15% z zysku Pracowni.
W roku 2006 Zarząd Główny Polskiego Towarzystwa Psychologicznego, mającego od listopada 2005 roku status organizacji pożytku publicznego, podjął decyzję o przekształceniu Pracowni Testów Psychologicznych w spółkę z ograniczoną odpowiedzialnością, w której jedynym wspólnikiem jest Polskie Towarzystwo Psychologiczne. Spółka o nazwie „Pracownia Testów Psychologicznych” sp. z o.o. została zarejestrowana we wrześniu 2006. Przejęła ona działalność merytoryczną, wydawniczą i popularyzatorską, a także majątek poprzedniczki. W nowej firmie znaleźli się też wszyscy dotychczasowi pracownicy poprzedniej placówki. Prezesem Spółki została dr Aleksandra Jaworowska. Od 2008 roku spółce przywrócono poprzednią nazwę – Pracownia Testów Psychologicznych Polskiego Towarzystwa Psychologicznego sp. z o.o. – i pod tą nazwą funkcjonuje ona do dziś.

## Działalność bieżąca
Obecnie Pracownia zatrudnia 20 osób, które prowadzą działalność badawczą, wydawniczą, szkoleniową oraz handlową. W księgarni Symptomy odbywa się sprzedaż stacjonarna oraz wysyłkowa testów i książek psychologicznych. Aktualnie katalog Pracowni obejmuje już ponad 150 metod już wydanych oraz kilkanaście nowych testów w zapowiedziach. Oferta księgarni Symptomy to także ponad 20 tys. tytułów książek dla psychologów, pedagogów, specjalistów ds zarządzania oraz książek dla dzieci.
Dział Merytoryczny Pracowni Testów prowadzi prace naukowo – badawcze związane z adaptacją, normalizacją i tworzeniem nowych testów oraz działalność szkoleniową w zakresie stosowania testów psychologicznych. Pracownia współpracuje z zagranicznymi partnerami – największymi wydawcami testów psychologicznych na świecie. Najważniejsi z nich to: Pearson Assessment, Psychological Assessment Resources (PAR), Stoelting, Hogrefe, Mind Garden, Inc. (MGI), Consulting Psychologists Press (CPP), Minnesota University Press i Harvard University Press. Przedstawiciele Działu Merytorycznego biorą aktywny udział w międzynarodowych konferencjach i grupach roboczych międzynarodowych organizacji, stawiających sobie podobne cele, takich jak m.in. EFPA (European Fedaration of Psychologists’ Assocciation).

## Wybrane testy wydane przez Pracownię
W ciągu 20 lat swojego istnienia Pracownia Testów Psychologicznych wydała wiele narzędzi diagnostycznych, będących zarówno polskimi adaptacjami narzędzi zagranicznych, jak i własnego autorstwa. Do najważniejszych należą:
- WISC-R – Skala Inteligencji Wechslera dla Dzieci – służy do pomiaru poziomu inteligencji ogólnej, z podziałem na inteligencję werbalną i niewerbalną – najpopularniejsza rodzina testów określających iloraz inteligencji;
- WAIS-R (PL) – Skala Inteligencji Wechslera dla Dorosłych – służy do pomiaru poziomu inteligencji ogólnej, z podziałem na inteligencję werbalną i niewerbalną – najpopularniejsza rodzina testów określających iloraz inteligencji;
- DSR – Dziecięca Skala Rozwojowa – służy do diagnozowania aktualnego poziomu rozwoju dziecka;
- BENTON – Test Pamięci Wzrokowej Bentona – służy do badania pamięci i percepcji wzrokowej.
- TMS-K – Test matryc Ravena – służy do pomiaru poziomu inteligencji płynnej;
- NEO-FFI – Inwentarz Osobowości Costy i McCrae– służy do diagnozy cech osobowości uwzględnionych w popularnym modelu pięcioczynnikowym, określanym jako model Wielkiej Piątki;
- NEO-PI-R – Inwentarz Osobowości – służy do diagnozy cech osobowości zawartych w modelu pięcioczynnikowym, uwzględniający także poszczególne składniki każdej z cech Wielkiej Piątki;
- LEITER – Międzynarodowa Wykonaniowa Skala Leitera – niewerbalny test inteligencji;
- WKP – Wielowymiarowy Kwestionariusz Preferencji – pozwala na diagnozę preferencji w zakresie zainteresowań typami czynności oraz warunków pracy;
- FCZ-KT – Formalna Charakterystyka Zachowania Jana Strelaua – polski kwestionariusz cech osobowości, służący do diagnozy podstawowych, biologicznie zdeterminowanych wymiarów osobowości, opisujących formalne aspekty zachowania;
- CISS – Kwestionariusz Radzenia Sobie w Sytuacjach Stresowych – służy do diagnozowania stylów radzenia sobie ze stresem;
- APIS-P(R) – Bateria Testów – wielowymiarowa bateria służąca do pomiaru inteligencji ogólnej;
- KKS – Kwestionariusz Kompetencji Społecznych – służy do oceny kompetencji społecznych rozumianych jako nabyte umiejętności warunkujące efektywność funkcjonowania człowieka w różnych sytuacjach społecznych;
- EPQ-R – Kwestionariusz Osobowości Eysencka – służy do badania podstawowych – w teorii Eysencka, wymiarów osobowości;
- STAI – Inwentarz Stanu i Cechy Lęku – jest narzędziem przeznaczonym do badania lęku rozumianego jako przejściowy i uwarunkowany sytuacyjnie stan jednostki oraz lęku rozumianego jako względnie stała cecha osobowości;
- MMPI-2 – Minnesocki Wielowymiarowy Inwentarz Osobowości-2 (Minnesota Multiphasic Personality Inventory – 2) – najpopularniejszy na świecie kwestionariusz szeroko stosowany w diagnozie klinicznej, przeznaczony do oceny osobowości i zaburzeń psychicznych;